# Lòbul parietal
El lòbul parietal és un dels quatre lòbuls principals de l'escorça cerebral. Se situa sobre el lòbul temporal, darrere del lòbul frontal i del solc central. El limiten la cissura de Silvi, que el separa del lòbul temporal; la cissura de Rolando, que el separa del lòbul frontal; i la cissura perpendicular externa, que el separa del lòbul occipital.
En el lòbul parietal es troba el solc intraparietal, el qual separa el lòbul superior de l'inferior. Una lesió al lòbul parietal superior o inferior dret habitualment condueix a una heminegligència contralateral.
La seva funció principal és rebre i integrar la informació dels estímuls sensorials de diverses modalitats. Entre aquestes trobem el sentit espacial, la propiocepció i la corrent dorsal del sistema visual. La informació sensorial del tacte, la temperatura i el dolor es transmet a través del tàlem fins al lòbul parietal. Algunes de les altres funcions importants del lòbul parietal són el processament del llenguatge (sobretot s'activa davant estímuls visuals), el càlcul numèric i la manipulació senzilla d'objectes.
Al lòbul parietal trobem l'escorça somatosensorial, concretament al gir postcentral, encarregada de processar informació propioceptiva, interoceptiva i exteroceptiva.

## Estructura

Lòbul parietal (en vermell) en 360°.

La part anterior del lòbul parietal està delimitada per la cissura central o la cissura de Rolando que separa el lòbul parietal del frontal, la part inferior la delimita la cissura de Silvi que la separa del lòbul temporal i la cissura perpendicular externa el separa del lòbul occipital.
A la part posterior de la cissura central i a l'anterior del lòbul parietal, es troba el gir postcentral, que correspon a l'àrea 3 de Brodmann, i forma l'àrea somatosensorial primària.
L'escorça parietal posterior es pot subdividir en el lòbul parietal superior (àrees 5 i 7 de Brodmann) que està ubicat per darrere del solc postcentral i arriba fins al solc parieto-occipital. El lòbul parietal inferior (àrees 39 i 40 de Brodmann) es troba per darrere del solc postcentral i s'estén fins al solc parieto-occipital. En aquest lòbul es troba la circumvolució supramarginal a l'extrem final del solc lateral, i la circumvolució angular a l'extrem posterior del solc temporal superior. El solc intraparietal separa el lòbul parietal superior de l'inferior.
La unió dels lòbuls parietal, occipital i temporal forma l'àrea d'associació parieto-occipito-temporal. Aquesta àrea d'associació es troba a la part posterior de la cissura de Silvi.

## Funcions
El lòbul parietal té diverses funcions, principalment s'encarrega d'integrar informació sensorial interoceptiva (del nostre propi cos) i exteroceptiva (de l'exterior).
Altres funcions rellevants són:
- La comprensió del llenguatge

- La memòria de treball
- L'execució de tasques duals
- La percepció i el reconeixement d'estímuls tàctils (pressió, temperatura i dolor)
- El processament de la informació simbòlica i analítica
- La manipulació d'objectes

Certes funcions estan controlades en major grau per un dels hemisferis parietals, generalment l'esquerre, considerat l'hemisferi parietal dominant. Les zones parietals de l'hemisferi esquerre tracten la sensibilitat tàctil fina, la precisió de postures, l'articulació del llenguatge d'acord amb el punt i mode d'articulació.
L'escorça parietal posterior analitza informació de el corrent dorsal de la visió (en oposició a la corrent ventral al lòbul temporal).
L'àrea somatosensorial primària es troba al lòbul parietal. Aquesta àrea processa informació sensorial del cos i de la cara. S'encarrega de processar la informació sensorial de la pell, els músculs i les articulacions, és a dir, la propiocepció, la interocepció i la exterocepció.
És important destacar l'àrea d'associació parieto-occipito-temporal la qual està implicada en diverses funcions cognitives superiors com el llenguatge, el reconeixement viso-espacial, l'escriptura, la lectura, el càlcul matemàtic, l'atenció focalitzada, la memòria musical, el reconeixement d'objectes i cares i altres aspectes complexes.

## Lesions
Les lesions bàsicament es classifiquen segons la part lesionada del lòbul. Una lesió a la part davantera d'un dels lòbuls parietals causa insensibilitat i altera les sensacions en el costat oposat del cos, produint dificultats per identificar la localització i el tipus de sensació (dolor, calor, fred o vibració). També pot produir dificultats per reconèixer objectes mitjançant el tacte (és a dir, per la seva textura i forma).

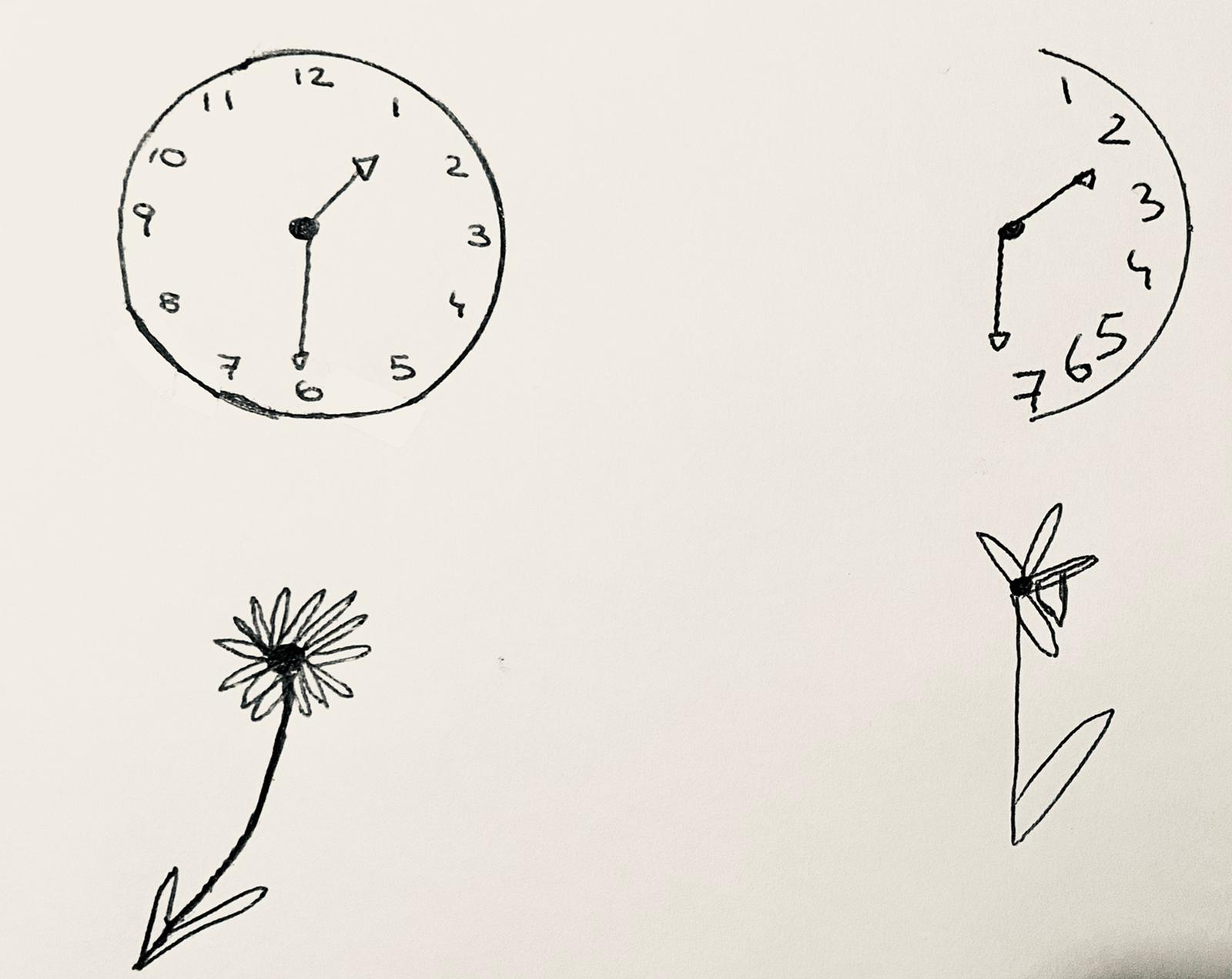
Els elements de la part dreta han estat reprodüits per pacients que pateixen una negligència sensorial contralateral

Si hi ha una lesió del lòbul parietal dret, es pot produir: 
- Negligencia sensorial contralateral: la persona pateix una manca de percepció i atenció a objectes i al propi cos (negligència hemisfèrica) de la regió contralateral a la lesió. Els subjectes no responen, no s'orienten a estímuls presentats al costat del cos (o espai visual) contralateral a la lesió. L'agudesa visual, la sensibilitat somàtica i les capacitats motores es mantenen intactes.
- Amúsia: és un trastorn que inhabilita la capacitat per reconèixer tons o ritmes musicals i de reproduir-los.
- Apràxia: es perd la capacitat de fer tasques senzilles o moviments intencionats de manera apropiada, tot i que s'entén perfectament l'ordre.
- També pot haver-hi problemes per entendre com els objectes es relacionen entre si en l'espai.[8]

Si hi ha una lesió al lòbul parietal esquerra (lòbul dominant) la persona pot patir:
- Acalcúlia: hi ha una alteració en les habilitats i el processament matemàtic.
- Agrafia: es dona una pèrdua total o parcial en les habilitats per produir el llenguatge escrit.
- Agnòsia: es dona una interrupció en la capacitat per reconèixer estímuls prèviament apresos o d'aprendre'n de nous sense haver-hi deficiència en l'alteració de la percepció, del llenguatge o de l'intel·lecte.
- Afàsia: hi ha una afectació en la capacitat de produir o comprendre el llenguatge.